# 陆钦侃
陆钦侃（1913年8月22日—2011年4月11日），生于江苏苏州，中国水利水电与防洪专家。

## 生平
陆钦侃1932年毕业于嘉兴秀州中学，后考入浙江大学土木系并于1936年毕业。后来任职于南京国民政府资源委员会，曾赴印度考察水力发电工程。
1944年5月10日美國水壩工程師約翰·L·萨凡奇獲重慶國民政府资源委员会邀請到中國測量三峽工程的可行性，在资源委员会工作的陆钦侃全程陪同萨凡奇考察。1946年，受资源委员会派遣，赴美国垦务局实习并参加在美国所作的三峡工程初步研究。1947年毕业于科罗拉多大学并获科学硕士学位。
中华人民共和国成立后长期从事水利水电规划工作，历任华东工业部水力发电工程局工程师，南京大学水利系副教授，中华人民共和国燃料工业部水电总局水能专业总工程师，黄河规划委员会水利计算组组长，长江流域规划办公室副总工程师兼水文水利计算室主任，中华人民共和国水利电力部规划局副总工程师等职务。
陆钦侃曾获国家科委、国家计委、国家经委颁发的“能源技术政策”研究的国家科学技术进步一等奖，国务院发展研究中心颁发的“2000年的中国”研究的国家科技进步一等奖。陆钦侃是第六、七届全国政协委员，前后兼任经济建设组和经济委员会委员。
2011年4月11日，陆钦侃在北京逝世，享年98岁。

## 三峡工程的“反对派”
陆钦侃是知名的反对三峡工程上马的代表人物。1987年8月，他与孙越崎、林华、千家驹、王兴让、雷天觉、徐驰及乔培新七人共同发表文章——《三峡工程害多利少，不容欺上压下，祸国殃民》。11月，湖南科学技术出版社出版了《论三峡工程的宏观决策》一书，其中收入了全国政协委员在水利电力部三峡论证领导小组第三次和第四次（扩大）会议上的发言，以及李锐、孙越崎、千家驹、林华、陆钦侃、汪受衷、方宗岱等人在杂志上发表的文章，该书由全国政协副主席周培源作序，集中了三峡工程“反上派”的声音。
1988年11月21日至30日，水利电力部三峡论证领导小组召开第九次（扩大）会议，主要议题为审议三峡工程最后两个带有论证结论性质的专题论证报告。会议的主要结论是：“三峡工程是难得的具有巨大综合效益的水利枢纽，经济效益是好的，财务上是可行的，也在国力能承受的范围之内，建三峡工程的方案比不建三峡的方案好，早建比晚建有利，建议及早决策。”领导小组按原先部署，责成长江流域规划办公室根据专家组的论证报告编写可行性研究报告。有人随即获悉，三峡工程论证领导小组已确定“早建方案”，要求三峡工程“在1989年动工兴建”。该消息后被香港报纸披露。消息引发了三峡工程“反上派”的急切心情。1989年，戴晴主编的《长江·长江——三峡工程论争》出版，其中收入了陆钦侃的《三峡工程十大争议概述》以及《陆钦侃答陈可雄问：三峡工程防洪效益有限》。该书是一本集中表达三峡工程“反上派”声音的书籍，孙越崎亲自为该书题写了书名。该书初版五千册赶在1989年3月全国政协七届二次会议、全国人大七届二次会议开会前，送到了委员、代表下榻宾馆的小卖部，随后加印五万册，沿长江发行。由于缺乏出版经费，许多被访问的专家和人士均自己出钱高价购买该书，以支持出版。该书及其他媒体的舆论、专家学者及知名人士的呼吁，迫使三峡工程的上马再度推迟。
1988年，陆钦侃参加三峡工程专题论证，任防洪组顾问，是该组仅有的两位拒绝在最后的论证结论上签字的人之一（另一位是中国水利水电科学研究院咨询方宗岱，为防洪组专家）。
未在最后论证结论上签字者有：
- 防洪论证组顾问：陆钦侃（水利电力部水利部规划局副总工程师）
- 防洪论证组专家：方宗岱（中国水利水电科学研究院咨询）
- 综合经济评价组专家：郭来喜（中国科学院国家计委地理研究所研究员）
- 综合经济评价组专家：黄元镇（中国水利水电建设工程咨询公司副董事长）
- 综合规划与水位组专家、综合经济评价组专家：何格高（国家计委中咨公司）
- 移民组专家：李玉光（国家土地管理局建设用地司总工程师）
- 移民组地方官员代表：廖文权（四川开县移民办公室主任）
- 生态与环境论证组顾问：侯学煜（中国科学院植物研究所研究员、全国人大常委会委员）
- 生态与环境论证组专家：陈昌笃（北京大学教授）
- 电力组专家、综合规划与水位组顾问：覃修典（中国水利水电科学研究院咨询）
- 电力组专家：伍宏中（中国水利水电规划设计院主任工程师）
- 电力组专家：程学敏（水利电力部外事司咨询）

在论证期间，陆钦侃多次与其他人联合，或个人单独上书中央，力主三峡工程不可上马。三峡工程上马后，陆钦侃仍先后六次上书并发表文章，恳切陈说将三峡工程的危害降低到最小程度的挽救措施。比如2000年，陆钦侃和中国科学院院士吴传钧、三峡工程论证水文组专家叶永毅、黄河水利委员会技术委员会委员温善章等50位专家联名呼吁保留三峡大坝导流底孔。在李锐代为上转的多次上书之中，陆钦侃都是上书的执笔人，名字排第一位。

## 著作
- 陆钦侃，陆钦侃江河与水电规划文集，中国水力发电工程学会、华夏水电能源研究所，1997年